# Rundle Peaks
Die Rundle Peaks sind eine Gruppe hauptsächlich vereister Berggipfel in der antarktischen Ross Dependency. Sie liegen an der Südflanke des Byrd-Gletschers unmittelbar östlich der Einmündung des Sefton-Gletschers.
Das Advisory Committee on Antarctic Names benannte sie 1965 nach Arthur S. Rundle, Mitglied der Mannschaften des United States Antarctic Research Program, die zwischen 1961 und 1962 sowie von 1962 bis 1963 glaziologische und geophysikalische Untersuchungen des Ross-Schelfeises vornahmen.